# Port w Tiencinie
Port w Tiencinie (chiń. 天津港), dawniej znany jako Port Tanggu – największy port morski w północnych Chinach, główny port Pekinu i jeden z największych portów kontenerowych na świecie.
Port znajduje się na zachodnim brzegu zatoki Pohaj, na środku estuarium rzeki Haihe, 170 km na południowy wschód od Pekinu i 60 km na wschód od miasta Tiencin. Jest to największy sztuczny port w Chinach kontynentalnych i jeden z największych na świecie. Obejmuje powierzchnię 121 kilometrów kwadratowych, z czego ponad 31,9 kilometrów linii brzegowej i 151 stanowisk produkcyjnych na koniec 2010 roku.
W 2013 r. w porcie Tianjin przeładowano 500 mln ton ładunków i 13 mln TEU kontenerów, co uczyniło go czwartym co do wielkości portem na świecie pod względem przepustowości i dziewiątym pod względem przeładunku kontenerów. Port obsługuje handel z ponad 600 portami w 180 krajach i terytoriach na całym świecie.

## Lokalizacja
Port Tianjin znajduje się na wybrzeżu regionu miejskiego Tianjin, w byłym regionie Tanggu, na wybrzeżu pomiędzy estuariami rzeki Haihe na południu i rzeki Yongding He na północy.

Mapa portu Tiencin i jego podejść